# Screen Actors Guild Awards 2015

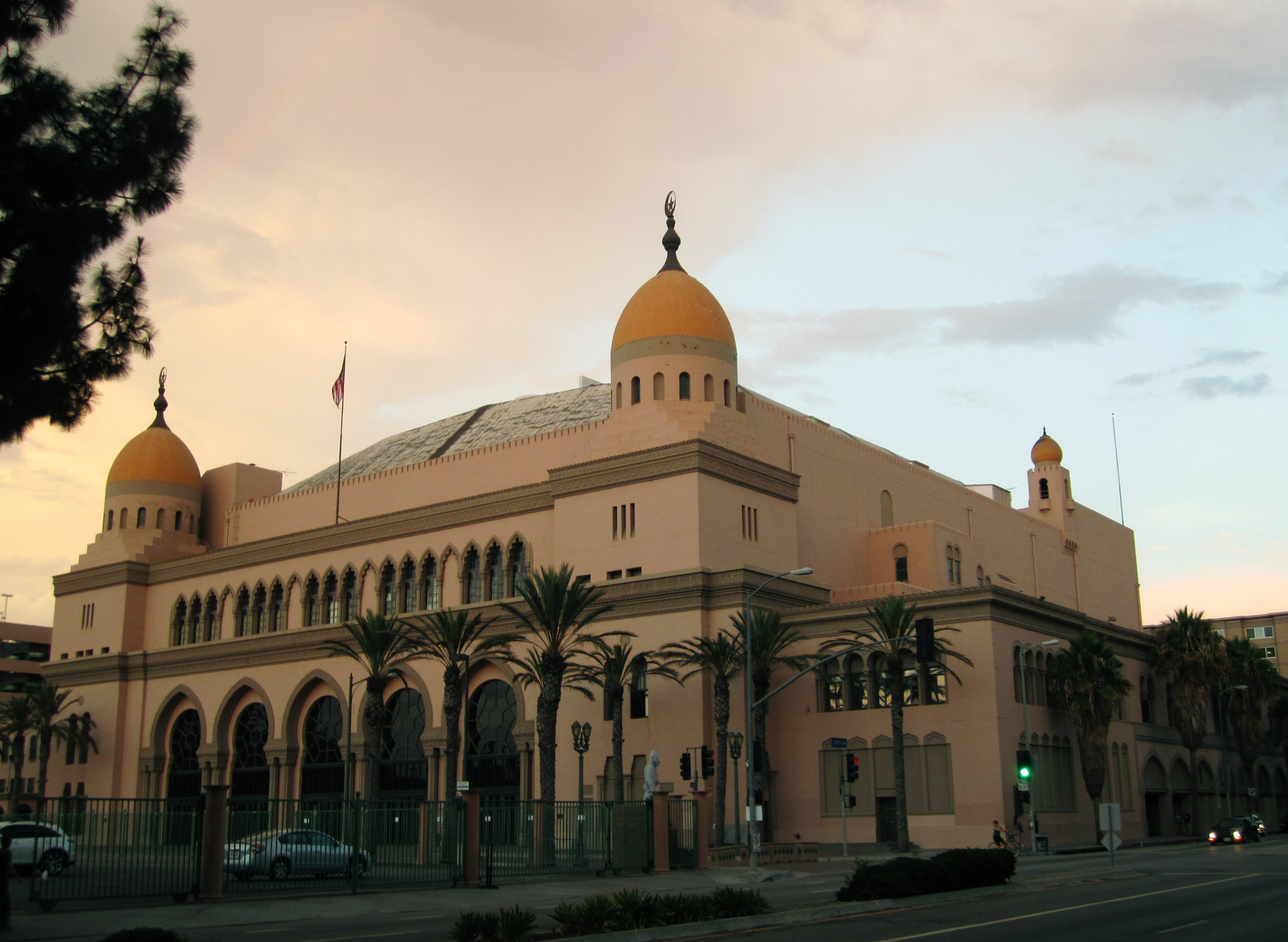
Das Shrine Exposition Center, Veranstaltungsort der Screen Actors Guild Awards 2016

Die 21. Verleihung der US-amerikanischen Screen Actors Guild Awards (englisch 21st Screen Actors Guild Awards), die die Screen Actors Guild jedes Jahr in den Bereichen Film (6 Kategorien) und Fernsehen (9 Kategorien) vergibt, fand am 25. Januar 2015 im Shrine Exposition Center in Los Angeles statt. Die so genannten SAG Awards ehren, im Gegensatz beispielsweise zum Golden Globe Award, nur Film-, Fernseh- und Ensembleschauspieler und gelten als Gradmesser für die bevorstehende Oscar-Verleihung. Gekürt wurden die Sieger von den Mitgliedern der Screen Actors Guild, der man angehören muss, um in den Vereinigten Staaten als Schauspieler zu arbeiten.
Die Nominierten waren am 10. Dezember 2014 im Silver Screen Theater des Pacific Design Centers in West Hollywood von den Schauspielern Eva Longoria und Ansel Elgort bekanntgegeben worden. In den Vereinigten Staaten wurde die Verleihung live von den Kabelsendern TNT und TBS gezeigt.
Für ihr Lebenswerk wurde die US-amerikanische Schauspielerin Debbie Reynolds gewürdigt.

## Gewinner und Nominierte im Bereich Film
| Film                                                      | N | A |
| --------------------------------------------------------- | - | - |
| Birdman oder (Die unverhoffte Macht der Ahnungslosigkeit) | 4 | 1 |
| Boyhood                                                   | 3 | 1 |
| Die Entdeckung der Unendlichkeit                          | 3 | 1 |
| The Imitation Game – Ein streng geheimes Leben            | 3 | 0 |
| Foxcatcher                                                | 2 | 0 |

### Bester Hauptdarsteller
Eddie Redmayne – Die Entdeckung der Unendlichkeit (The Theory of Everything)
Steve Carell – Foxcatcher
Benedict Cumberbatch – The Imitation Game – Ein streng geheimes Leben (The Imitation Game)
Jake Gyllenhaal – Nightcrawler – Jede Nacht hat ihren Preis (Nightcrawler)
Michael Keaton – Birdman oder (Die unverhoffte Macht der Ahnungslosigkeit) (Birdman or (The Unexpected Virtue of Ignorance))

### Beste Hauptdarstellerin
Julianne Moore – Still Alice – Mein Leben ohne Gestern (Still Alice)
Jennifer Aniston – Cake
Felicity Jones – Die Entdeckung der Unendlichkeit (The Theory of Everything)
Rosamund Pike – Gone Girl – Das perfekte Opfer (Gone Girl)
Reese Witherspoon – Der große Trip – Wild (Wild)

### Bester Nebendarsteller
J. K. Simmons – Whiplash
Robert Duvall – Der Richter – Recht oder Ehre (The Judge)
Ethan Hawke – Boyhood
Edward Norton – Birdman oder (Die unverhoffte Macht der Ahnungslosigkeit) (Birdman or (The Unexpected Virtue of Ignorance))
Mark Ruffalo – Foxcatcher

### Beste Nebendarstellerin
Patricia Arquette – Boyhood
Keira Knightley – The Imitation Game – Ein streng geheimes Leben (The Imitation Game)
Emma Stone – Birdman oder (Die unverhoffte Macht der Ahnungslosigkeit) (Birdman or (The Unexpected Virtue of Ignorance))
Meryl Streep – Into the Woods
Naomi Watts – St. Vincent

### Bestes Schauspielensemble in einem Film
Birdman oder (Die unverhoffte Macht der Ahnungslosigkeit) (Birdman or (The Unexpected Virtue of Ignorance))

Zach Galifianakis, Michael Keaton, Edward Norton, Andrea Riseborough, Amy Ryan, Emma Stone und Naomi Watts
Boyhood
Patricia Arquette, Ellar Coltrane, Ethan Hawke und Lorelei Linklater
Grand Budapest Hotel (The Grand Budapest Hotel)
F. Murray Abraham, Mathieu Amalric, Adrien Brody, Willem Dafoe, Ralph Fiennes, Jeff Goldblum, Harvey Keitel, Jude Law, Bill Murray, Edward Norton, Tony Revolori, Saoirse Ronan, Jason Schwartzman, Léa Seydoux, Tilda Swinton, Tom Wilkinson und Owen Wilson
The Imitation Game – Ein streng geheimes Leben (The Imitation Game)
Matthew Beard, Benedict Cumberbatch, Charles Dance, Matthew Goode, Rory Kinnear, Keira Knightley, Allen Leech und Mark Strong
Die Entdeckung der Unendlichkeit (The Theory of Everything)
Charlie Cox, Felicity Jones, Simon McBurney, Eddie Redmayne, David Thewlis und Emily Watson

### Bestes Stuntensemble in einem Film
Unbroken
Herz aus Stahl (Fury)
Get on Up
Der Hobbit: Die Schlacht der Fünf Heere (The Hobbit: The Battle of the Five Armies)
X-Men: Zukunft ist Vergangenheit (X-Men: Days of Future Past)

## Gewinner und Nominierte im Bereich Fernsehen
| Serie/Film                 | N | A |
| -------------------------- | - | - |
| Modern Family              | 4 | 0 |
| Game of Thrones            | 3 | 1 |
| House of Cards             | 3 | 1 |
| Boardwalk Empire           | 3 | 0 |
| Homeland                   | 3 | 0 |
| Orange Is the New Black    | 2 | 2 |
| Downton Abbey              | 2 | 1 |
| The Normal Heart           | 2 | 1 |
| Olive Kitteridge           | 2 | 1 |
| The Big Bang Theory        | 2 | 0 |
| True Detective             | 2 | 0 |
| Veep – Die Vizepräsidentin | 2 | 0 |

### Bester Darsteller in einem Fernsehfilm oder Miniserie
Mark Ruffalo – The Normal Heart
Adrien Brody – Houdini
Benedict Cumberbatch – Sherlock: Sein letzter Schwur (His Last Vow)
Richard Jenkins – Olive Kitteridge
Billy Bob Thornton – Fargo

### Beste Darstellerin in einem Fernsehfilm oder Miniserie
Frances McDormand – Olive Kitteridge
Ellen Burstyn – Flowers in the Attic – Blumen der Nacht (Flowers in the Attic)
Maggie Gyllenhaal – The Honourable Woman
Julia Roberts – The Normal Heart
Cicely Tyson – The Trip to Bountiful

### Bester Darsteller in einer Dramaserie
Kevin Spacey – House of Cards
Steve Buscemi – Boardwalk Empire
Peter Dinklage – Game of Thrones
Woody Harrelson – True Detective
Matthew McConaughey – True Detective

### Beste Darstellerin in einer Dramaserie
Viola Davis – How to Get Away with Murder
Claire Danes – Homeland
Julianna Margulies – Good Wife (The Good Wife)
Tatiana Maslany – Orphan Black
Maggie Smith – Downton Abbey
Robin Wright – House of Cards

### Bester Darsteller in einer Comedyserie
William H. Macy – Shameless
Ty Burrell – Modern Family
Louis C.K. – Louie
Jim Parsons – The Big Bang Theory
Eric Stonestreet – Modern Family

### Beste Darstellerin in einer Comedyserie
Uzo Aduba – Orange Is the New Black
Julie Bowen – Modern Family
Edie Falco – Nurse Jackie
Julia Louis-Dreyfus – Veep – Die Vizepräsidentin (Veep)
Amy Poehler – Parks and Recreation

### Bestes Schauspielensemble in einer Dramaserie
Downton Abbey

Hugh Bonneville, Laura Carmichael, Jim Carter, Brendan Coyle, Michelle Dockery, Kevin Doyle, Joanne Froggatt, Lily James, Rob James-Collier, Allen Leech, Phyllis Logan, Elizabeth McGovern, Sophie McShera, Matt Milne, Lesley Nicol, David Robb, Maggie Smith, Edward Speleers, Cara Theobold und Penelope Wilton
Boardwalk Empire
Steve Buscemi, Paul Calderón, Nicholas Calhoun, Louis Cancelmi, John Ellison Conlee, Michael Countryman, Stephen Graham, Domenick Lombardozzi, Nolan Lyons, Kelly Macdonald, Boris McGiver, Gretchen Mol, Vincent Piazza, Michael Shannon, Paul Sparks, Travis Tope, Shea Whigham, Michael K. Williams, Anatol Yusef und Michael Zegen
Game of Thrones
Josef Altin, Jacob Anderson, John Bradley-West, Dominic Carter, Gwendoline Christie, Emilia Clarke, Nikolaj Coster-Waldau, Ben Crompton, Charles Dance, Peter Dinklage, Natalie Dormer, Nathalie Emmanuel, Iain Glen, Julian Glover, Kit Harington, Lena Headey, Conleth Hill, Rory McCann, Ian McElhinney, Pedro Pascal, Daniel Portman, Mark Stanley, Sophie Turner und Maisie Williams
Homeland
Numan Acar, Nazanin Boniadi, Claire Danes, Rupert Friend, Raza Jaffrey, Nimrat Kaur, Tracy Letts, Mark Moses, Michael O’Keefe, Mandy Patinkin, Laila Robins, Suraj Sharma und Maury Sterling
House of Cards
Mahershala Ali, Jayne Atkinson, Rachel Brosnahan, Derek Cecil, Nathan Darrow, Michel Gill, Joanna Going, Sakina Jaffrey, Michael Kelly, Mozhan Marnò, Gerald McRaney, Molly Parker, Jimmi Simpson, Kevin Spacey und Robin Wright

### Bestes Schauspielensemble in einer Comedyserie
Orange Is the New Black

Uzo Aduba, Jason Biggs, Danielle Brooks, Laverne Cox, Jackie Cruz, Catherine Curtin, Lea DeLaria, Beth Fowler, Yvette Freeman, Germar Terrell Gardner, Kimiko Glenn, Annie Golden, Diane Guerrero, Michael J. Harney, Vicky Jeudy, Julie Lake, Lauren Lapkus, Selenis Leyva, Natasha Lyonne, Taryn Manning, Joel Marsh Garland, Matt McGorry, Adrienne C. Moore, Kate Mulgrew, Emma Myles, Jessica Pimentel, Dascha Polanco, Alysia Reiner, Judith Roberts, Elizabeth Rodriguez, Barbara Rosenblat, Nick Sandow, Abigail Savage, Taylor Schilling, Constance Shulman, Dale Soules, Yael Stone, Lorraine Toussaint, Lin Tucci und Samira Wiley
The Big Bang Theory
Mayim Bialik, Kaley Cuoco, Johnny Galecki, Simon Helberg, Kunal Nayyar, Jim Parsons und Melissa Rauch
Brooklyn Nine-Nine
Stephanie Beatriz, Dirk Blocker, Andre Braugher, Terry Crews, Melissa Fumero, Joe Lo Truglio, Joel McKinnon Miller, Chelsea Peretti und Andy Samberg
Modern Family
Aubrey Anderson-Emmons, Julie Bowen, Ty Burrell, Jesse Tyler Ferguson, Nolan Gould, Sarah Hyland, Ed O’Neill, Rico Rodriguez, Eric Stonestreet, Sofía Vergara und Ariel Winter
Veep – Die Vizepräsidentin (Veep)
Sufe Bradshaw, Anna Chlumsky, Gary Cole, Kevin Dunn, Tony Hale, Julia Louis-Dreyfus, Reid Scott, Timothy Simons und Matt Walsh

### Bestes Stuntensemble in einer Fernsehserie
Game of Thrones
24: Live Another Day
Boardwalk Empire
Homeland
Sons of Anarchy
The Walking Dead

## Preis für das Lebenswerk
Debbie Reynolds